# Louis-Édouard Toulet
Pour les articles homonymes, voir Toulet.
Louis-Édouard Toulet est un peintre français né à Paris le 15 août 1892 et mort le 21 janvier 1967.

## Biographie
Louis-Édouard Toulet naît à Paris « dans un milieu modeste d'origine basque ». Passionné tout jeune par le dessin, il rencontre très tôt un nommé Beaulieu qui est employé à la décoration de l'Opéra Garnier et du Petit Palais et qui l'initie aux bases du dessin et de la peinture. Sa connaissance du dessin lui permet dans la décennie 1920 de trouver un emploi comme modeleur dans une usine d'Alfortville qui le fait s'installer dans cette ville au 12bis, rue des Écoles tout en s'efforçant de fréquenter l'Académie Julian et l'Académie de la Grande Chaumière. C'est grâce à l'amitié d'Odette Joyeux qu'il peut s'introduire dans le milieu de la danse classique qui constitue son premier thème connu.
Trouvant néanmoins sa vocation première dans la peinture de paysages (on lui connaîtra également des natures mortes et des portraits), Louis-Édouard Toulet, qui travaillera toujours sur le vif, commence à promener son chevalet dans la banlieue encore campagnarde de Paris: Créteil, Ivry-sur-Seine, Maisons-Alfort. À partir de 1927, ses villégiatures en Bretagne et Normandie alternent avec l'exploration des vieux quartiers de Paris. Il rend à Yves Brayer des visites qui, en même temps que sa découverte des provinces françaises bientôt élargie à l'Italie et à l'Espagne, ne seront pas sans une réelle influence sur sa propre peinture: « les tableaux de Toulet y gagneront en coloris et en générosité ».
Après la Seconde Guerre mondiale se constitue au sein de la Société nationale des beaux-arts un groupe d'amis où, « en des retrouvailles interminables et passionnées, il s'agit de se stimuler mutuellement tout en recréant l'art en général et la peinture en particulier ». Louis-Édouard Toulet y retrouve notamment le sculpteur Jean Graves (1897-2000), les peintres Georges Delplanque (1903-1999) et Gustave Hervigo (1896-1993).
De fragilité cardiaque, Louis-Édouard Toulet subit une première attaque en 1965 qui le fait se retirer un temps à Monaco où il se repose tout en continuant de peindre. Il meurt le 21 janvier 1967.

## Expositions

### Expositions personnelles
- Galerie Cardo-Matignon, Paris, mars 1953.
- Galerie Cambacérès, Paris, 1958.
- Claude Robert, commissaire-priseur, Ventes de l'atelier Louis-Édouard Toulet, Hôtel Drouot, Paris, 27 octobre 1986[5] et 9 février 1987[6]

### Expositions collectives
- Salon d'hiver, Paris, 1944, 1945, 1947[3].
- Salon de la Société nationale des beaux-arts, Paris, de 1946, 1947, 1948, 1950, 1951, 1954, 1955 (Sociétaire à partir de 1948[7]).
- Salon de Deauville, 1952.
- Salon du dessin et de la peinture à l'eau, Paris, 1954, 1955, 1956.
- Salon de Nevers, non daté.
- Ader Nordmann, commissaires-priseurs, Vente des ateliers André Condé, Lucien Colas, Louis-Édouard Toulet et Pierre Rivière, Hôtel Drouot, Paris, vendredi 28 septembre 2012[8].

## Réception critique
- « L'œuvre de Louis-Édouard Toulet prend place dans la longue tradition du paysage français. Chacun de ses paysages nous révèle cette entente intime et profonde avec cette nature permanente, intangible dans son constant renouvellement. Sa peinture est une mémoire, la mémoire vivante de nos régions, de nos racines, de ce vieux Paris qui disparaît sous les coups de la modernisation. Rapide, sûr et souple, son trait capte les lignes essentielles du sujet. C'est ainsi qu'il aborde l'aquarelle qu'il pratique "par superposition", à la manière d'un Dunoyer de Segonzac. Pour les gouaches, Toulet semble avoir regardé de très près les œuvres de Marquet... » - Claude Robert[5]
- « La modestie de ce véritable artiste, épris de solitude, lui a toujours permis de rester en marge des tendances de la peinture contemporaine. Dans ses aquarelles, ses gouaches, observateur inlassable de la nature changeante et sans cesse renouvelée, Toulet peint ce qu'il sent, sa vision profonde et son entente intime avec la nature. Ce peintre n'appartient à aucune école: c'est le type même de l'indépendant comme le fut André Dunoyer de Segonzac. S'il admire quelques artistes contemporains, comme Yves Brayer dont il recherche les conseils et qui marquera son œuvre, il choisit tout de même de rester à l'écart des mouvements... Toulet fut le peintre de l'Île-de-France comme le fut Alfred Sisley; celui des petites villes échelonnées sur les bords de la Seine et de la Marne ainsi que leurs routes bordées d'arbres. La composition se limite à peu de choses, cela suffit à notre peintre pour rendre le charme un peu désuet de ce coin de province française, ce charme un peu triste de l'Île-de-France tant prisé par Camille Corot et Maurice de Vlaminck. Pourtant Toulet a aussi aimé le midi. Monaco sera son fief estival. Il séjourne fréquemment sur la Côte d'Azur, rejoignant là encore le parcours de nombreux grands paysagistes.  Tout ce qu'a observé Toulet, ce poète de la nature l'a transcrit sur sa toile avec une sincérité étonnante. C'est une peinture vibrante et sonore. » - Christina Baron[9]

## Prix et distinctions
- Prix Henri-Gseil 1951.
- Prix du paysage de Deauville, 1952.

## Collections publiques
- Centre national des arts plastiques, Paris, dont dépôts:
  - Centre régional des œuvres universitaires et scolaires, académie de Paris, La Seine à Bercy, peinture.
  - Préfecture de la Haute-Savoie, Annecy, Bords de Seine, peinture.

## Collections privées
- Wayne Smith et Denny Lyons[10].